# Deu Fugitius Més Buscats per l'FBI
Els deu fugitius més buscats de l'FBI és una llista dels més buscats mantinguda per l'Oficina Federal d'Investigacions (FBI) dels Estats Units. La llista va sorgir d'una conversa mantinguda a finals de 1949 entre J. Edgar Hoover, director de l'FBI, i William Kinsey Hutchinson, International News Service (el predecessor de United Press International) editor en cap, que estaven discutint formes de promoure la captura dels tipus més durs de l'FBI. Aquesta discussió es va convertir en un article publicat, que va rebre tanta publicitat positiva que el 14 de març de 1950, l'FBI va anunciar oficialment la llista per augmentar la capacitat de les forces de l'ordre públic per capturar fugitius perillosos.
|  | Robert William Fisher | 29 juny 2002 | 475 | Fisher és buscat per assassinar la seva dona Mary i els seus dos fills, Robert, Jr. i Brittney, i després destruir la casa de Scottsdale, Arizona, on vivien. Els investigadors creuen que va assassinar la seva família perquè es va sentir amenaçat per la intenció de divorciar de la seva dona. |

- Robert William Fisher (agregat en 2002)
- Alexis Flores (agregat en 2007)
- Yaser Abdel Said (agregat en 2014)
- Eugene palmer (agregat en 2019)